# Otto Moll
Otto Moll (Hohen Schönberg, 1915. március 4. – Landsberg am Lech, 1946. május 28.) SS-főtörzsőrmester, aki az auschwitz-birkenaui krematóriumok főparancsnokaként több százezer magyar zsidó elgázosítását irányította. Saját kezűleg több száz embert lőtt főbe, vagy lökött élve a hullaégető gödrökbe.
Büszkén hirdette, ha a Führer kérné, akár saját családját is elégetné.

## Élete

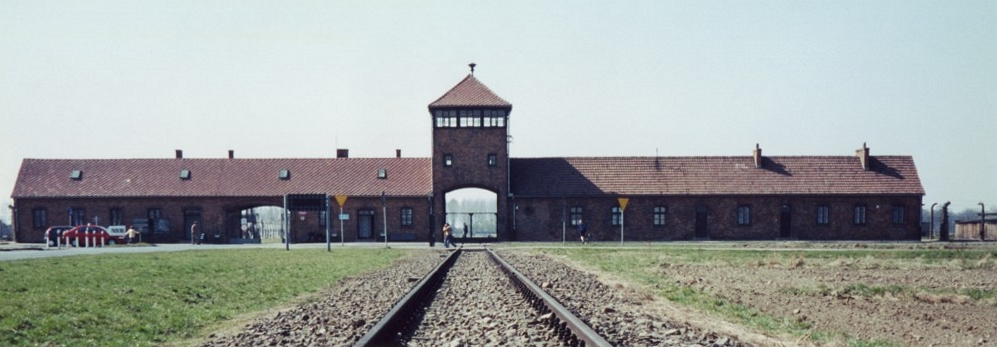
Az auschwitzi tábor bejárata

| Otto Moll                                 | Otto Moll                                 |
| Kattints az alábbi külső linkek egyikére! | Kattints az alábbi külső linkek egyikére! |
| ----------------------------------------- | ----------------------------------------- |
| Nem található szabad kép.(?)              |                                           |
| külső link · jogvédett                    | Otto Moll                                 |

1935 május első napján lépett be az SS-be. 1941 májusában a sachsenhauseni koncentrációs táborból Birkenauba került, ahol több magasabb pozíciót töltött be. 1941 májusától ő volt a mezőgazdasági munkára kirendelt foglyok felügyelője, ám kegyetlen viselkedésének köszönhetően hamar a büntetőszázad élére került. Ebbe a századba a kisebb vétkeket (élelem lopása, cigarettázás munka közben) elkövető foglyok kerültek, s feladatuk nem volt könnyű; a tábori csatornarendszert kellett kiépíteniük. Ezt még tetézte, hogy Moll irányításával folyton-folyvást verték őket.
1942-ben, miután megkezdődött Birkenauban az új krematóriumok építése, a Sonderkommando az ő irányítása alatt ásta ki az ideiglenes gázkamrákban meggyilkolt több mint százezer zsidó holttestét, majd nyílt színi máglyákon elégettette azokat. A hullákat cipelő sondereseket Moll és beosztottjai rendszeresen verték.
A Sonderkommando egy korábbi tagja, Henryk Tauber a következőket írta róla:
SS-Hauptscharführer Moll volt a legelfajzottabb az összes közül. [...] A magyar konvojok átvételének előkészítésekor, 1944-ben az összes krematórium irányítójává tették. Ő volt aki a szervezte [...] [a] magyarok megsemmisítését. A magyar transzportok megérkezése előtt, hullaégető gödrök ásását rendelte el az 5. Krematórium mellett, s reaktiválta az addig "tétlen" 2-es bunkert, s gödreit. A krematórium udvarában értesítő plakátok voltak, amelyek feliratai az újonnan érkezetteket tájékoztatta, hogy egy táborba fognak kerülni, ahol dolgozni fognak, de először le kell mosdaniuk, s fertőtlenítésen kell átesniük. Moll megismételte ugyanezeket az újak számára tartott beszédében. Annyi konvoj volt, hogy a gázkamrák képtelenek voltak mindenkit "befogadni". A kimaradtakat általában főbe lőtték, egyszerre egyet, s ezt gyakran Moll végezte saját kezűleg. [...] Az elgázosítottak által hátrahagyott tárgyakból elvitt szőrmét, különböző ételeket, főleg zsírt. Amikor ételt vitt, mosolyogva mondta a többi SS-nek körülötte, hogy valakinek hasznot kell húzni, még mielőtt a szűkös idők eljönnek.
1943-ban tevékenységének "elismerése" végett háborús érdemkereszttel tüntették ki. Ugyanebben az évben az Auschwitzhoz tartozó fürstengrubei szénbánya parancsnokának tették meg. A következő évben a gleiwitzi tábor irányítását bízták rá; itt már minden ok nélkül lőtte főbe az embereket.

1944-ben Rudolf Höß őt tette meg a birkenaui krematórium főparancsnokának, mivel Moll a "hullaégetés specialistája" volt. Munkájának eredményeképp az elhanyagolt krematóriumok gyorsan működőképessé lettek. Ám a magyar transzportok érkezése után nyilvánvalóvá vált, hogy a krematóriumok kemencéi nem tudják elég gyorsan elégetni az áldozatokat. Ekkor Moll halottégető gödrök ásását rendelte el, s azok alján csatornákat alakíttatott ki, amelyek elvezették a gödrök széléhez az emberi zsírt, ahol a Sonderkommando tagjainak vödrökkel ki kellett merni azt, s visszalocsolni a gödörbe, hogy gyorsítsák az elégetési folyamatot. A magyar zsidók elgázosításakor Moll magához képest is szadisztikusabb volt, emberek százait gyilkolta meg saját kezűleg. A Sonderkommando egyik tagja Mollról így írt: 
Ha sok volt a munka maga is segített a holttesteket a gödrökbe dobálni: feltűrte ingujját és kettő helyett is dolgozott. Ez a fanatikus és őrült náci, aki nem ivott és nem dohányzott, többször kijelentette, hogy a parancs az parancs, s ha a Führer megparancsolná, saját feleségét és gyermekét is elégetné. Egyetlen szenvedélye az emberi vér látványa és a lövöldözés, kedvenc szórakozása pedig a halálra várakozó anyák gyermekeivel való enyelgés volt. Mosolyogva odalépett egy-egy anyához, megcsókolta a gyermekét, egy darab csokoládét adott neki, s elvitte a gyereket azzal az ígérettel, hogy mindjárt visszahozza. Ehelyett azonban elevenen forró emberi zsírba dobta. Ezt napjában többször megismételte, azután kijelentette: Ma már eleget tettem a hazáért! S mint aki jól végezte dolgát szolgájától, egy francia fogolytól uzsonnát kért. Szabad óráiban a Visztulára járt halászni.

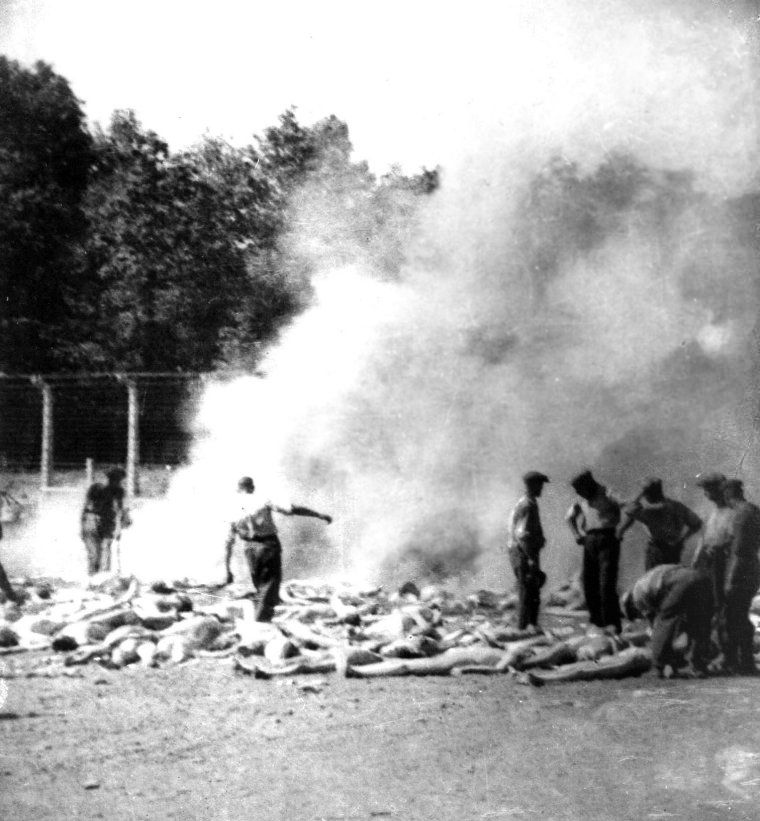
Auschwitzban halottakat égetnek

Egyéb kedvtelései közé tartozott, hogy meztelen nőket vitt az égetőgödrökhöz, és a kivégzésük előtt a fülükbe ordított: 
Csak nézzétek, nézzétek meg jól! Egy percen belül ti is éppen így fogtok égni ott lent.

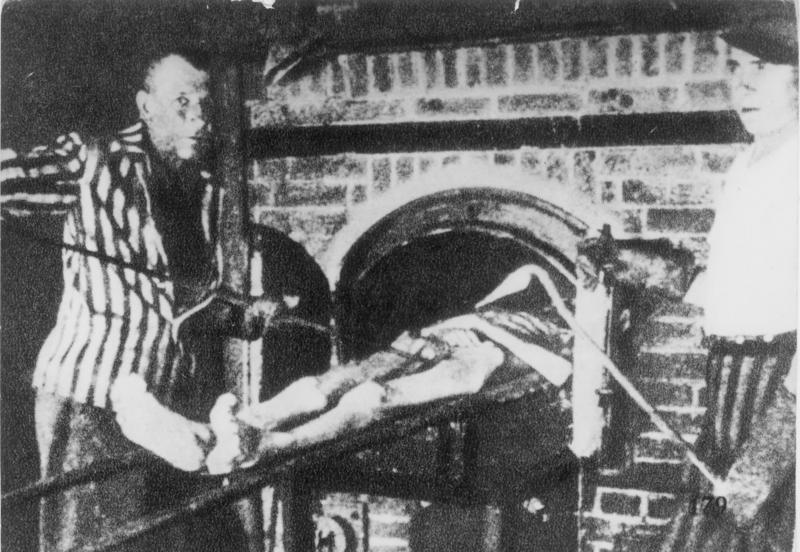
A Sonderkommando tagjai hullát égetnek

A Sonderkommando tagjait is előszeretettel kínozta. Aki el merte árulni a deportáltaknak, hogy a halálba mennek, azt élve a krematórium kemencéjébe vetette. Annak ellenére, hogy a táborban mindenki - beleértve Mollt is - lopott, akit tetten ért, leöntött benzinnel és felgyújtott, másokat a víztározóba vitt, s arra kényszerítette őket, hogy brekegjenek, majd belefullasztotta őket a vízbe.
Moll Rudolf Höß jelenlétében fegyelmezett volt, visszafogta magát, ám az ellenőrzéseket leszámítva a megsemmisítő zóna ura volt. 1944 végén kidolgozott egy tervet a krematóriumok lebontásáról, minden nyom eltüntetéséről, a tábor foglyainak lemészárlásáról. Ezután ismét a gleiwitzi tábor parancsnoka lett, amelynek evakuálását 1945 elején ő szervezte meg. Ezt követően a kauferingi kényszermunkatábor élére helyezték át. Vérengző mivoltából itt sem vesztett, tovább gyilkolta az embereket.
A világháború után az amerikaiak elfogták, Dachauban bíróság elé állították, elítélték, majd kivégezték.

## Fordítás
- Ez a szócikk részben vagy egészben  az   Otto Moll című angol Wikipédia-szócikk ezen változatának fordításán alapul.  Az eredeti cikk szerkesztőit annak laptörténete sorolja fel. Ez a jelzés csupán a megfogalmazás eredetét és a szerzői jogokat jelzi, nem szolgál a cikkben szereplő információk forrásmegjelöléseként.